# 亚太6D通信卫星
亚太6D通信卫星又被称为深圳星，是亚太卫星宽带通信（深圳）有限公司所拥有的一颗高通量通信卫星。本卫星用于为亚太地区提供高速的卫星上网服务。

## 简介
亚太6D卫星由中国空间技术研究院研制，该卫星的总指挥、总设计师为魏强。2020年7月9日晚20时11分04秒，亚太6D卫星在西昌卫星发射中心搭乘长征三号乙运载火箭发射升空。同年12月9日，亚太卫星宽带通信公司完成验收交付。
该卫星是采用东方红四号增强型通信卫星平台的全配置首发星，系Ku/Ka频段全球高通量宽带商业通信卫星。该卫星的通信容量达到50Gbps，相比2017年发射的中星16号的通信容量高出了1.5倍。
亚太6D卫星是长城公司向客户提供的第12颗通信卫星，本次任务是长征系列运载火箭的第339次飞行。

## Ku频段全球高通量宽带卫星系统
2016年7月，中华人民共和国启动了首个Ku频段全球高通量宽带卫星系统的建设，亚太6D卫星为该系统的首星。

## 提供服务
亚太6D卫星的设计寿命为15年，配备有34路Ku频段前向转发器、10路Ka频段返向转发器，卫星信号覆盖中国、俄罗斯、日本、韩国、印度、澳大利亚、新西兰、夏威夷、渤海、黄海、东海、南海、印度洋东部、太平洋西部等区域。该卫星配置90个Ku用户波束，8个Ka馈电波束，卫星通信容量50Gbps，单波束容量1Gbps以上，可为亚太地区的飞机、船舶以及偏远地区提供高通量宽带通信服务。